# Evelyn Badu
Evelyn Badu (11 de septiembre de 2003) es una futbolista ghanesa que juega como mediocampista en el club noruego Avaldsnes IL y en la selección nacional femenina de Ghana.

## Carrera en club
Badu ha jugado para Hasaacas Ladies en Ghana, apareciendo en el torneo final de la Liga de Campeones Femenina de la CAF 2021. Se cambió al club noruego Avaldsnes IL para la temporada del 2022.

## Carrera internacional
Badu formó parte del equipo de Ghana que compitió en la Copa Mundial Femenina Sub-20 de la FIFA 2018, pero no jugó ningún partido. Fue internacional en el nivel senior durante el Torneo de Clasificación Olímpica Femenina de la CAF 2020 (en la tercera ronda). 

## Goles internacionales
| N.º | Fecha                 | Evento                           | Adversario | Puntaje | Resultado | Competencia |
| --- | --------------------- | -------------------------------- | ---------- | ------- | --------- | ----------- |
| 1.  | 19 de febrero de 2023 | Stade de l'Amitié, Cotonú, Benín | Benín      | 1 –0    | 3–0       | Amistoso    |
| 2.  | 11 de abril de 2023   | Estadio Ohene Djan, Acra, Ghana  | Senegal    | 1 –0    | 1–0       | Amistoso    |